# Хяким
Хяки́м (туркм. häkim от араб. حاكم‎ — «правитель, судья») — глава велаята (основная административно-территориальная единица) в Туркменистане, аналог губернатора. Хякимами именуются также главы этрапов (районов) и мэры туркменских городов. Название должности принято в начале 90-х годов. Хякимы областей, городов республиканского значения и столицы назначаются на должность и освобождаются от должности президентом. Президент вправе по своему усмотрению освобождать хякимов от должностей.